# Крус, Луис Альберто
Луи́с Альбе́рто Крус (исп. Luis Alberto Cruz; 28 апреля 1925, Монтевидео — 1998) — уругвайский футболист, полузащитник сборной Уругвая на чемпионате мира 1954 года. Участник двух чемпионатов Южной Америки — 1953 и 1955 годов. Большую часть карьеры провёл в «Насьонале».

## Биография
Начал карьеру футболиста в составе клуба «Депортиво Хувентуд» (как и Обдулио Варела, капитан сборной, победившей на чемпионате мира 1950), ныне несуществующего. В 1946 году перешёл в «Монтевидео Уондерерс», однако играл за «Странников» лишь полгода, и уже зимой (по Южному полушарию) того же года перешёл в «Насьональ», в составе которого за следующие 12 лет стал 7-кратным чемпионом Уругвая. Вместе с Крусом из «Уондерерс» одновременно перешёл Вальтер Гомес, который также на долгие годы стал одним из лидеров команды.
Луис Крус действовал на позиции центрального полузащитника, причём в ту пору, когда эта позиция была довольно дефицитной, поскольку в 1940-50-е годы команды в основном играли по схеме «дубль-вэ» всего лишь с двумя полузащитниками. Так, на чемпионате мира 1954 года в заявке сборной Уругвая было лишь 4 полузащитника, причём все пять матчей провёл лишь Крус. Обдулио Варела мог играть на позиции защитника, он сыграл в 3 матчах, а другие два полузащитника и вовсе не сыграли на турнире — их удачно заменяли защитники и нападающие. К концу карьеры Луис Крус часто выступал на позиции левого защитника.
Помимо выступления на Мундиале 1954 года, Уэво также стал бронзовым призёром чемпионата Южной Америки 1953 года в Перу, а также был в заявке на ЧЮА-1955, где Селесте стала четвёртой. Однако на последнем турнире Крус на поле не появлялся.
Последнюю игру за «Трёхцветных» Крус провёл 25 августа 1957 года против «Данубио» в матче открытия их нового стадиона Хардинес-дель-Иподромо.
По окончании карьеры футболиста Луис Альберто Крус работал тренером молодёжных составов «Насьоналя», а также в администрации клуба.

## Титулы и достижения
- Чемпион Уругвая (7): 1946, 1947, 1950, 1952, 1955, 1956, 1957
- Полуфиналист чемпионата мира: 1954